# Amok (pel·lícula)
Amok és una pel·lícula dramàtica marroquina de 1983 dirigida per Souheil Ben Barka. Va ingressar al 13è Festival Internacional de Cinema de Moscou.

## Sinopsi
És una pel·lícula que relata el viatge iniciàtic d'un antic professor d'un poble remot fins a la moderna ciutat de Johannesburg enmig del conflicte. L'objectiu principal de la seva travessia és anar a veure la seva germana malalta, el vell professor hi descobreix la dramàtica evolució de la seva família (descobreix sobretot que la seva germana Josephine va haver de prostituir-se per sobreviure). El seu fill s'ha convertit en un assassí i el seu germà és un líder sindical clandestí i, per extensió, els efectes devastadors de l'apartheid.

## Repartiment
- Robert Liensol com Mathieu Sempala.
- Miriam Makeba com Joséphine Sempala.
- Douta Seck com Reverend Sikau Norje.
- Richard Harrison com Elton Horn.
- Gianni Garko
- George Ardisson
- Edmund Purdom
- Claudio Gora com M. Horn